# Urumaco (paroisse civile)
Pour les articles homonymes, voir Urumaco.
Urumaco est l'une des deux paroisses civiles de la municipalité d'Urumaco dans l'État de Falcón au Venezuela. Sa capitale est Urumaco, chef-lieu de la municipalité.

## Géographie

### Démographie
Hormis sa capitale Urumaco, la paroisse civile comporte plusieurs localités dont :
- Cauca
- Corralito
- El Cují
- El Lindero
- El Tamarindo
- La Curva
- La Represa
- Llano Grande
- Urumaco